# Wang Geon
Wang Geon (Wang Kǒn, 왕건) (31 de enero, 877 - 4 de julio, 943), también conocido como Taejo de Goryeo, fue el fundador de la Dinastía Goryeo, que gobernó Corea desde el siglo X hasta el siglo XIV. Taejo gobernó desde el año 918 al 943, consiguiendo la reunificación de los Tres Reinos Tardíos en 936.

## Biografía
Taejo comenzó su carrera en el turbulentos período de los tres reinos (後 三國 時代). En los últimos años de Silla, muchos líderes locales y bandidos se rebelaron contra el gobierno de la reina Jinseong de Silla, que no tenía un liderazgo lo suficientemente fuertes para mejorar las condiciones de vida de la gente. Entre los rebeldes, Gung Ye (궁예; 弓裔), de la región noroccidental y Gyeon Hwon (견훤; 甄萱) del suroeste ganaron más poder. Derrotaron y absorbieron a muchos de los otros grupos rebeldes mientras sus tropas marchaban contra funcionarios y bandidos locales de Silla. En 895, Gung Ye llevó a sus fuerzas a la parte más noroccidental de Silla, donde se localizaba Songdo. El padre de Taejo, Wang Yung (más tarde Sejo de Goryeo), junto con muchos clanes locales, se rindieron rápidamente a Gung Ye. Wang Geon y su padre se pusieron al servicio de éste, el futuro líder de Taebong, y así comenzó su carrera política, subordinado al mando de Gung Ye.
La habilidad de Wang Geon como comandante militar fue reconocida rápidamente por Gung Ye, quien lo promovió a general e incluso lo consideró como a un hermano. 
En 900, él llevó a cabo una campaña acertada contra los clanes locales y posteriormente ejército de Baekje en el área de Chungju, ganando más fama y reconocimiento del rey. 
En 903, dirigió una famosa campaña naval contra la costa suroeste de Hubaekje (Keumsung, más tarde Naju), mientras que Gyeon Hwon estaba en guerra contra Silla. Él dirigió varias campañas militares más, y también ayudó a la gente conquistada que vivía en el yugo de la pobreza durante el dominio de Silla. El público le favoreció debido a su liderazgo y generosidad.
En 913, fue nombrado primer ministro de la recién renombrada nación de Taebong. Su rey, Gung Ye, cuyo liderazgo ayudó a fundar el reino, pero que comenzó a referirse a sí mismo como el Buda, comenzó a perseguir a personas que expresaban su oposición contra sus argumentos religiosos. Ejecutó a muchos monjes y más tarde a su propia esposa junto a sus dos hijos. El público comenzó a apartarse de él debido a sus costosos rituales y su gobierno autoritario.

### Subida al poder y fundación de Goryeo
En 918, los cuatro generales de Taebong —Hong Yu (홍유; 洪儒), Bae Hyeongyeong (배현경; 裵玄慶), Shin Sung-gyeom (신숭겸; 申崇謙) and Bok Jigyeom (복지겸; 卜智謙)— se reunieron secretamente y acordaron en derrocar al gobierno de Gung Ye y coronar a Wang Geon como su nuevo rey. Wang Geon en un principio se opuso a la idea, pero más tarde acordó su plan. El mismo año Gung Ye fue derrocado y asesinado cerca de la capital, Cheorwon. Los generales instalaron a Wang Geon como el nuevo rey de este estado de corta duración. Renombró el de reino de Taebong a Goryeo, comenzando así una dinastía que duraría siglos. Al año siguiente trasladó la capital a su ciudad natal, Gaegyeong.
Promovió el budismo como la religión nacional de Goryeo, y pidió la reconquista de las partes norteñas de Corea y Manchuria, que fueron controladas por Balhae, como sucesor de Goguryeo. El gobierno de Balhae sobre las vastas regiones de Manchuria y partes de Siberia fueron derrocados por la invasión kitán en 926, y la mayoría de su gente llegó a Goryeo como refugiados encabezados por el último príncipe heredero de Balhae, Dae Gwang-hyeon. Taejo los aceptó como sus ciudadanos, puesto que Balhae y Goryeo tenían una ascendencia común (Goguryeo)., y capturó la antigua, entonces abandonada capital de Goguryeo,  P'yŏngyang. También buscó alianzas y cooperación con los clanes locales en lugar de intentar conquistarlos y ponerlos bajo su control directo.

### La Guerra de los Tres Reinos
En 927, Gyeon Hwon de Hubaekje llevó a sus fuerzas a la capital de Silla, Gyeongju, capturando y ejecutando a su rey, Gyeongae de Silla. Luego nombró al rey Gyeongsun como su monarca títere antes de dirigir su ejército hacia Goryeo. Al oír la noticia, Taejo planeó un ataque con 5.000 caballeros para atacar a las tropas de Gyeon en el camino de regreso a su base en Gongsan, cerca de Daegu. Se encontró con las fuerzas de Gyeon Hwon de Hubaekje y sufrió una derrota desastrosa, perdiendo la mayor parte de su ejército, incluyendo a sus generales Kim Nak y Shin Sung-gyeom, el mismo que lo coronó como su rey. Sin embargo, Goryeo se recuperó rápidamente de la derrota y defendió con éxito el ataque de Hubaekje en el frente.
En 935, el último rey de Silla, el rey Gyeongsun, sintió que no había manera de revivir su reino y cedió su reino a Taejo. Él lo aceptó gustosamente su rendición y le dio el título de príncipe, además aceptó a su hija como una de sus esposas (Wang tenía seis reinas, y muchas más esposas cuando se casó con las hijas de cada líder local). Esto le causó mucho disgusto a Gyeon Hwon. El padre de Gyeon, que tenía su propia reclamación a la región de Sangju, también desertó, se entregó a Goryeo y fue recibido como el padre de un rey.
En ese mismo año, el hijo mayor de Gyeon Hwon, Gyeon Singeom (甄神劍), dirigió una conjura con sus hermanos Yanggeom y Yonggeom, contra su padre, que favoreció a su medio hermano, Geumgang, como su sucesor al trono. Gyeon Hwon fue enviado al exilio y encarcelado en Geumsansa, pero escapó a Goryeo y fue tratado como el padre de Taejo, que murió justo antes de su rendición.

### Victoria Goryeo y unificación
En 936, Wang dirigió su campaña final contra Singeom de Baekje, quién presentó batalla pero frente a muchas desventajas y conflictos internos, se rindió a Taejo. Wang finalmente ocupó Hubaekje formalmente y unificó a la nación por segunda vez desde la Silla Unificada; gobernó hasta 943, y murió a causa de una enfermedad.
Taejo trató de poner a sus antiguos enemigos dentro de la coalición gobernante. Dio títulos y tierras a gobernantes y nobles de los diversos países que había derrotado: Baekje, Silla, y también Balhae, que se desintegró alrededor de la misma época. Así, buscó asegurar la estabilidad y la unidad de su reino que había carecido en los últimos años de Silla.
Después del colapso de Balhae, el último príncipe heredero huyó a Goryeo, donde fue acogido calurosamente y fue incluido en la familia gobernante por Wang Geon, uniendo así a las dos naciones sucesoras de Goguryeo.

### Legado

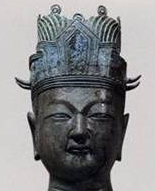
Busto de Wang Geon

La unificación de los últimos tres reinos en 936 fue muy importante en la historia coreana; la unificación de 668 por Silla solamente involucraba a la mitad de los pueblos de la península coreana y de sus alrededores (que en aquel entonces se consideraban en gran medida un pueblo dividido entre muchos estados), ya que la parte norte estaba gobernada por Balhae, que se afirmó como una reencarnación de Goguryeo. Sin embargo, la unificación de Wang Geon en 936 fue una unificación más consolidada (en la que sólo surgió un solo estado entre el pueblo, a diferencia del siglo VII, cuando surgieron dos, más tarde Silla y Balhae); el pueblo de la península coreana se mantuvo posteriormente bajo un estado único y unificado hasta 1948, cuando Corea fue dividida en norte y sur por las fuerzas de ocupación rusas y estadounidenses.
Como se señala en otra parte de este artículo, el nombre moderno de "Corea" se deriva del nombre "Goryeo", que se deriva de "Goguryeo", cuya herencia Wang Geon y su nuevo reino reclamaban. Como el primer gobernante en unir plenamente a la gente de la Península Coreana bajo el yugo de un solo estado, muchos coreanos de hoy en día buscan su ejemplo de aplicabilidad al estado actual de división en la Península Coreana.
Durante la dinastía Goryeo temprana, el título del príncipe de la corona (hanja: 太子) era solamente un título honorífico para los hijos del rey; un título separado existía para el heredero aparente (hanja: 正 尹).

## Familia

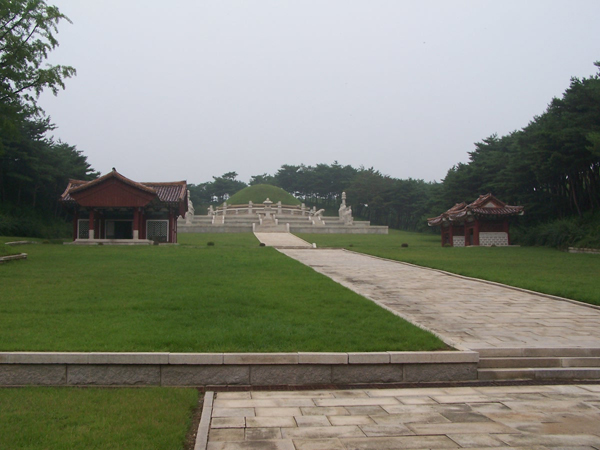
Tumba de Wang Geon

- Padre: Rey Sejo de Goryeo (? - mayo, 897) (고려 세조)
  - Abuelo: ?
  - Bisabuela: Reina Jeonghwa (정화왕후) 
    - Abuelo: Rey Uijo de Goryeo (고려 의조)
    - Abuela: Reina Wonchang (원창왕후)
- Madre: Reina Wisuk (위숙왕후)
- Consortes y sus respectivos descendientes:

1. Reina Shinhye del clan Jeongju Ryu (신혜왕후 류씨)
2. Reina Janghwa del clan Naju Oh (장화왕후 오씨)
  1. Rey Hyejong de Goryeo (912 - 23 de octubre de 945) (고려 혜종)
3. Reina Shinmyeongsunseong del clan Chungju Yoo (900 - 951) (신명순성왕후 유씨)[4]
  1. Príncipe Wang Tae (왕태)
  2. Rey Jeongjong de Goryeo (923 - 13 de abril, 949) (고려 정종)
  3. Rey Gwangjong de Goryeo (925 - 4 julio, 975) (고려 광종)
  4. Wang Jeong, príncipe Munwon (왕정 문원대왕)
  5. Príncipe Jeungtong (증통국사)
  6. Princesa Nakrang (낙랑공주)
  7. Princesa Heungbang (흥방궁주)
4. Reina Shinjeong del clan Hwangju Hwangbo (900 - 19 de agosto, 983) (신정왕후 황보씨)
  1. Rey Daejong de Goryeo (Wang Uk) (? - noviembre, 969) (고려 대종)
  2. Reina Daemok del clan Hwangju Hwangbo (대목왕후 황보씨)
5. Reina Shinseong del clan Gyeongju Kim (신성왕후 김씨)
  1. Rey Anjong de Goryeo (? - 7 de julio, 996) (고려 안종)
6. Reina Jeongdeok del clan Jeongju Ryu (정덕왕후 류씨)
  1. Príncipe Wangwi (왕위군)
  2. Príncipe Inae (인애군)
  3. Príncipe heredero Wonjang (원장태자)
  4. Príncipe Joyi (조이군)
  5. Reina Munhye del clan Jeongju Ryu (문혜왕후 유씨)
  6. Reina Seonui del clan Ryu clan (선의왕후 유씨)
  7. Hija no nombrada
7. Grand Lady Heonmok del clan Pyeong (헌목대부인 평씨)
  1. Príncipe Heredero Sumyeong (수명태자)
8. Lady Jeongmok del clan Wang (정목부인 왕씨)
  1. Reina viuda Sunan (순안왕대비)
9. Lady Dongyangwon del clan Pyeongsan Yu (동양원부인 유씨)
  1. Wang Ui, príncipe heredero Hyomok (왕의 효목태자)
  2. Wang Won, príncipe heredero Hyoeun (왕원 효은태자)
10. Lady Sukmok (숙목부인)
  1. Príncipe heredero Wonnyeong (? - 976) (원녕태자)
11. Lady Cheonanbuwon del clan Im (천안부원부인 임씨)
  1. Príncipe heredero Hyoseong (? - 976) (효성태자)
  2. Príncipe heredero Hyoji (효지태자)
12. Lady Heungbokwon del clan Hongju Hong (흥복원부인 홍씨)
  1. Príncipe Wang Jik (왕직)
  2. Hija no nombrada
13. Lady Hudaeryangwon del clan Hapcheon Lee (대량원부인 이씨)
14. Lady Daemyeongjuwon del clan Wang (대명주원부인 왕씨)
15. Lady Gwangjuwon del clan Yanggeun Ham (광주원부인 함씨)
16. Lady Sogwangjuwon del clan Yanggeun Ham (소광주원부인 함씨)
  1. Príncipe Gwangju (? - 945) (광주원군)
17. Lady Dongsanwon del clan Suncheon Park (동산원부인 박씨)
18. Lady Yehwa del clan Haeju Wang (예화부인 왕씨)
19. Lady Daeseowon del clan Dongju Kim (대서원부인 김씨)
20. Lady Soseowon del clan Dongju Kim (소서원부인 김씨)
21. Lady Seojeonwon (서전원부인)
22. Lady Shinjuwon del clan Kang (신주원부인 강씨)
23. Lady Wolhwawon (월화원부인)
24. Lady Sohwangjuwon (소황주원부인)
25. Lady Seongmu del clan Pyeongsan (성무부인 박씨)
  1. Príncipe heredero Hyoje (효제태자)
  2. Príncipe heredero Hyomyeong (효명태자)
  3. Príncipe Beopdeung (법등군)
  4. Príncipe Jali (자리군)
  5. Hija no nombrada
26. Lady Uiseongbuwon del clan Uiseong Hong (의성부원부인 홍씨)
  1. Gran príncipe Uiseongbuwon (의성부원대군)
27. Lady Wolgyeongwon del clan Pyeongsan Park (월경원부인 박씨)
28. Lady Mongryangwon del clan Pyeongsan Park (몽량원부인 박씨)
29. Lady Haeryangwon (해량원부인)

## Cultura Popular
- Interpretado por Kim Myeong-jin en la película de 1970 "Wang-geon, el Grande".
- Interpretado por Choi Soo-jong entre 2000-2002 en la serie de televisión de KBS1, Taejo Wang Geon.
- Interpretado por Nam Kyung-eup en la serie de televisión Shine or Go Crazy de MBC en 2015.
- Interpretado por Lee Joon-gi en la serie de televisión "Amantes de la luna: Corazón escarlata Ryeo" de SBS en 2016